# Lịch sử quân sự

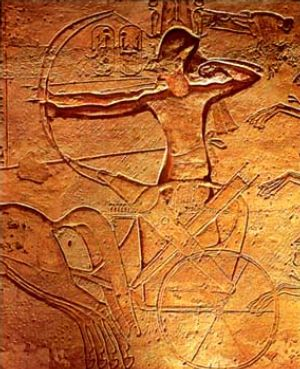
Vua Ai cập Ramses II tại Kadesh.jpg

Lịch sử quân sự là một phân nhánh nhân văn trong phạm vi lịch sử nói chung ghi chép lại nội dung của các cuộc xung đột vũ trang trong lịch sử của nhân loại, và tác động của nó đối với xã hội, văn hóa và kinh tế, cũng như những thay đổi của quan hệ chính trị địa phương và các mối quan hệ quốc tế.
Các nhà sử học chuyên nghiệp thường tập trung vào các vấn đề quân sự có tác động lớn đến các xã hội liên quan cũng như hậu quả của các cuộc xung đột, trong khi các nhà sử học và người quan tâm lịch sử nghiệp dư thường quan tâm nhiều hơn đến các chi tiết của trận chiến, như thiết bị quân sự và đồng phục được sử dụng.
Các chủ đề thiết yếu của nghiên cứu lịch sử quân sự là nguyên nhân của chiến tranh, nền tảng xã hội và văn hóa, học thuyết quân sự ở mỗi bên, hậu cần, lãnh đạo, công nghệ, chiến lược và chiến thuật được sử dụng và cách chúng thay đổi theo thời gian. Mặt khác, Thuyết chiến tranh công bằng khám phá các khía cạnh đạo đức của chiến tranh, và để hạn chế tốt hơn thực tế hủy diệt do chiến tranh gây ra, tìm cách thiết lập một học thuyết về đạo đức quân sự.
Là một lĩnh vực ứng dụng, lịch sử quân sự đã được nghiên cứu tại các học viện và trường dịch vụ bởi vì bộ chỉ huy quân sự luôn tìm cách không lặp lại sai lầm trong quá khứ, và cải thiện hiệu suất hiện tại của nó bằng cách truyền cho một khả năng nhận thức về sự tương đồng lịch sử trong trận chiến, để tận dụng về những bài học rút ra từ quá khứ. Khi chứng nhận giảng viên lịch sử quân sự , Viện nghiên cứu chiến đấu đánh giá thấp việc ghi nhớ chi tiết mang tính học vẹt và tập trung vào các chủ đề và bối cảnh liên quan đến xung đột hiện tại và tương lai, sử dụng phương châm "Quá khứ là lời nói đầu".
Môn lịch sử quân sự là năng động, thay đổi với sự phát triển của nhiều chủ đề như các xã hội và tổ chức sử dụng nó. Bản chất năng động của kỷ luật lịch sử quân sự phần lớn liên quan đến sự thay đổi nhanh chóng của lực lượng quân đội, và nghệ thuật và khoa học quản lý chúng, cũng như tốc độ phát triển công nghệ điên cuồng đã diễn ra trong thời kỳ được gọi là Cách mạng Công nghiệp, và gần đây hơn trong thời đại hạt nhân và thời đại thông tin. Một khái niệm quan trọng gần đây là Cách mạng trong các vấn đề quân sự (RMA) cố gắng giải thích chiến tranh đã được định hình như thế nào bởi các công nghệ mới nổi, như thuốc súng. Nó nhấn mạnh sự bùng nổ ngắn của thay đổi nhanh chóng sau đó là thời kỳ ổn định tương đối.